# France Boissons
France Boissons  est un acteur de la distribution de boissons et de services aux professionnels au sein du marché de la « Consommation Hors Domicile » (CHD). Filiale d’Heineken France depuis 1987, l’entreprise fournit 52 000 établissements en France par l'intermédiaire de ses 72 centres de distribution. L'entreprise livre 1/4 des cafés, hôtels et restaurants français.
Le holding France Boissons contrôle une vingtaine de filiales régionales.

## Historique

### Les débuts
France Boissons est créée le 6 mai 1963. En 1976, les filiales régionales autonomes composant France Boissons se regroupent pour structurer un réseau national tout en gardant un service de proximité.

### Le rachat par Heineken
En 1987, France Boissons est rachetée par Heineken France. En 1996, des filiales locales et régionales sont intégrées.

### Les années 2000: diversification et croissance
En 1998, France Boissons met en place une nouvelle politique de services puis diversifie son offre et distribue du vin, du café, ou encore des spiritueux.
En 2010, Marc Roubaud devient Président-Directeur Général de France Boissons. En 2013, Loïc Latour est nommé Président-Directeur Général de France Boissons.
En 2015, France Boissons commence un processus de numérisation de ses services.
En 2019, l'entreprise compte 2 600 collaborateurs, dispose de 14 plateformes logistique et 72 entrepôts répartis dans toute la France entre 20 filiales régionales,.

## Activités
France Boissons est spécialisé dans la distribution auprès des professionnels de la CHD (consommation hors domicile). Elle distribue aussi bien des marques nationales que des marques régionales ou locales[réf. nécessaire].
L'entreprise distribue plusieurs catégories de boissons : les vins, les eaux, les bières, les jus de fruits, spiritueux, drinks and softs, boissons chaudes, sirops. France Boissons propose 2 600 références de vins.

### Distribution
France Boissons est présent sur les marchés de la Consommation Hors Domicile : les cafés, bars, pubs, hôtels, restaurants, établissements de nuit, points de vente à emporter mais aussi collectivités locales et groupes chaînés. L’entreprise indique distribuer 7 000 références de boissons dont de la bière, du vin, du café, des spiritueux, des jus de fruits, des eaux, ou des soft drinks. France Boissons indique vendre aussi des services, en accompagnant ses clients de l’installation à l’animation des points de vente.

### Contrat d'exclusivité
France Boissons propose des contrats d'exclusivité, également appelés « prêts brasseur » ou « contrats de bière ». Parfois assortis de prêts ou de fourniture en mobilier, ces contrats supposent de la part de l'emprunteur ou du bénéficiaire un engagement de vente portant sur une certaine quantité de boisson, ainsi que l'obligation d'acheter sa marchandise majoritairement auprès du fournisseur, à des prix fixés par ce dernier. Selon le quotidien L'Humanité, « cette servitude par contrat concerne 8 cafés et restaurants sur 10 dans la capitale et 4 sur 10 dans le reste de la France » en 2015.
En 2019, le Syndicat National des Brasseurs Indépendants (SNBI) critique ces contrats d'exclusivité.

### Implantations
L’entreprise possède 72 centres de distribution en France. Le siège social de l’entreprise est situé à Rueil-Malmaison (Hauts-de-Seine), où s’est installé Heineken France.

## Sources
1. ↑  https://www.societe.com/societe/france-boissons-642028609.html
2. ↑  France Boissons présente sa nouvelle identité visuelle Infosbar.com
3. ↑  Yves Puget, « Marc Roubaud rejoint France Boissons », lsa-conso.fr,‎ 8 juin 2010 (lire en ligne, consulté le 2 mai 2018).
4. ↑  « Loïc Latour : Président de France boissons du groupe Heineken », sur www.lsa-conso.fr (consulté le 2 mai 2018).
5. ↑  « Entretien avec Loïc Latour, président de France Boissons.- Tokster - TCMA CONSEIL », TCMA CONSEIL,‎ 7 septembre 2017 (lire en ligne, consulté le 2 mai 2018).
6. ↑  « France Boissons, le partenaire des professionnels du marché hors domicile », sur www.france-boissons.fr (consulté le 16 mai 2018)
7. ↑  « FRANCE BOISSONS (RUEIL MALMAISON) Chiffre d'affaires, résultat, bilans sur SOCIETE.COM - 642028609 », sur www.societe.com (consulté le 31 mars 2019)
8. ↑  Stratégies Logistique, « France Boissons poursuit le développement de sa logistique côté Ouest », Stratégies Logistique,‎ 7 novembre 2017 (lire en ligne, consulté le 18 avril 2018)
9. ↑  Marie-Noëlle FRISON, « La transformation logistique de France Boissons se poursuit en Charente-Maritime », sur Voxlog (consulté le 18 avril 2018)
10. ↑  « France Boissons : la bière représente « entre 35% et 40% » de l'activité, selon le PDG », sur videos.lesechos.fr (consulté le 18 mai 2018)
11. ↑  « Le vin : un produit clé dans le portefeuille de France Boissons », sur Revue Vinicole Internationale – RVI (consulté le 18 mai 2018)
12. ↑  France Boissons : présentation Franceboissons.fr
13. ↑  Christelle Gérand, « Le cartel de la bière contrôle nos demis pression », L'Humanité,‎ 13 août 2015 (lire en ligne)
14. ↑  « Le SNBI s'attaque aux contrats brasseurs | Malts & Houblons », sur maltsethoublons.com, 9 avril 2019 (consulté le 21 novembre 2019)